# Crime in Stereo
Crime In Stereo est un groupe américain de punk hardcore, originaire de Levittown, New York. Le groupe compte quatre albums complets et une compilation, enregistrant pour les labels Blackout !, Nitro, et Bridge Nine avant de se séparer en 2011 et de se reformer en 2012. Depuis 2012, le groupe se produit sporadiquement et sort une seule chanson sur une compilation en 2021. Le groupe annonce son cinquième album, et le premier en 13 ans, House and Trance, pour le 27 octobre 2023 au label Pure Noise Records.

## Histoire
Crime in Stereo est formé en 2001 et enregistre une démo maison la même année. Le groupe sort son premier album, un split avec le groupe new-yorkais Kill Your Idols, en 2003 sur Blackout! Records. Début 2004, le groupe sort son premier album collaboratif avec Brightside Records, Explosives and the Will to Use Them, qui est bien accueilli par plusieurs webzines de punk rock. Début 2005, le groupe signe avec Nitro Records, propriété de Dexter Holland de The Offspring. Bien qu'un EP de quatre chansons intitulé The Contract soit sorti en juillet 2005 pour terminer le contrat du groupe avec Blackout! Records / Brightside, le groupe sort l'album Fuel. Transit. Sleep la même année chez Nitro Records, contenant deux chansons de l'album suivant, The Troubled Stateside, qui sort le 18 avril 2006 chez Nitro Records.
Le groupe quitte Nitro Records quelque temps après la sortie de The Troubled Stateside et signe avec Bridge Nine Records qui sort leur troisième album studio, Crime in Stereo Is Dead, produit par Mike Sapone, le 23 octobre 2007. Pendant cette période, plusieurs membres du groupe occupent des emplois en dehors de la musique ; le bassiste Mike Musilli commence à enseigner au niveau du lycée, et le guitariste Alex Dunne travaille pour le parti démocrate dans l'État de New York.
Le groupe sort un disque de 10 chansons intitulé Selective Wreckage sur Bridge Nine Records fin 2008,,. Leur quatrième album studio, I Was Trying to Describe You to Someone, sort en février 2010 et atteint la 23e place du classement Billboard Heatseekers. Le 9 août 2010, ils annoncent la séparation de Crime In Stereo. Le 8 septembre 2010, le groupe publie une lettre expliquant la séparation.
En 2012, Crime In Stereo annonce qu'il se reformerait, qu'il prévoyait de jouer en concert et d'enregistrer de nouveaux morceaux. Une nouvelle chanson, The Good Empire, est publiée dans le cadre d'une compilation en soutien à l'Amityville Music Hall en 2021. Le 27 octobre 2023, Crime In Stereo sort son premier album studio en 13 ans, House and Trance, sur Pure Noise.

## Discographie

### Albums studio
- 2004 : Explosives and the Will to Use Them (Blackout! Records)
- 2006 : The Troubled Stateside (Nitro Records)
- 2007 : Crime in Stereo is Dead (Bridge Nine Records)
- 2010 : I Was Trying to Describe You to Someone (Bridge Nine Records)
- 2023 : House and Trance

### Compilations
- 2008 : Selective Wreckage (Bridge Nine Records)

### EP
- 2003 : Kill Your Idols/Crime In Stereo (avec Kill Your Idols) (Blackout! Records)
- 2005 : The Contract (Blackout! Records)
- 2006 : Fuel. Transit. Sleep (Nitro Records)
- 2007 : Love (Run For Cover Records)

### Apparitions
- 2003 : Broken Lamps and Hardcore Memories Vol. 2 (Pastepunk)
- 2007 : Think Punk Vol. 1